# Liste des intendants de la généralité d'Auch
La Généralité d'Auch est la circonscription des intendants de Gascogne, leur siège est Auch.

## Historique
- 1716 : création de la généralité d'Auch et de Pau en avril,
- 1767 : la généralité de Pau est réunie à celle de Bayonne,
- 1774 : la généralité de Bayonne est rattachée à celle d'Auch,
- 1784 : la généralité de Bayonne est de nouveau réunie à celle de Pau.

Les intendants de police, justice et finances sont créés en 1635 par un édit de Louis XIII, à la demande de Richelieu pour mieux contrôler l'administration locale.

## Liste des intendants de la généralité d'Auch
| Date                              | Nom |
| --------------------------------- | --- |
| 2 mai 1716 - 7 mars 1718          | Gaspard-François Le Gendre de Lormoy (15 février 1668-23 juin 1740) seigneur de Lormoy Conseiller au Châtelet par provisions du 15 décembre 1687, reçu le 30 suivant ; Conseiller au parlement de Paris, reçu le 17 août 1689. Maître des Requêtes, reçu le 31 mars 1693 ; maître ds Requêtes honoraire le 25 septembre 1719. Intendant de Montauban, le 8 novembre 1699, intendant d'Auch et de Béarn, 2 mai 1716, intendant à Toursdu 8 mars 1718 à février 1721 |
| 1719 - 3 avril 1731               | Charles-Nicolas Leclerc de Lesseville, (4 mai 1679-16 février 1749) seigneur puis comte de Charbonnières, baron d’Authon (Beauce), seigneur du Grand-Bouchet, Les Buis, Saint-Leu, Saint-Prix, Rubelles et autres lieux conseiller du Roi au parlement de Paris le 5 avril 1702, conseiller en ses Conseils, maître des requêtes ordinaire en son hôtel le 3 mai 1711, intendant à Limoges (1716-1718), puis intendant à Tours (1731-1743), président honoraire du parlement de Paris |
| 1er mai 1731 - 27 décembre 1734   | Michel Gervais Robert de Pommereu (ou Pomereu) marquis des Riceys intendant d'Alençon (1720-1726), intendant de Tours en 1726 |
| février 1735 - mars 1737          | Paul Mailhard de Balosre conseiller du Roi en ses conseils, maître des requêtes ordinaires de son hôtel |
| mars 1737 - 29 mai 1739           | François-Dominique Barberie de Saint-Contest (26 janvier 1701-14 juillet 1754) marquis de Saint-Contest et de La Châteigneraie fils de Dominique-Claude Barberie de Saint-Contest avocat du roi au Châtelet de Paris avec dispense d’âge le 27 novembre 1721, conseiller au parlement en 1724, conseiller maître des requêtes ordinaire en 1728, puis intendant à Caen en 1739 et intendant de Bourgogne, à Dijon de 1740 à 1749, il est envoyé comme ambassadeur en Suisse pour discuter de la frontière avec Genève dans le pays de Gex en 1749, puis ambassadeur aux Pays-Bas en 1750, secrétaire d’État aux affaires étrangères (1751-1754) |
| 1739 - 2 février 1744             | Jean-Nicolas Mégret de Sérilly (15 mars 1702-15 octobre 1752) comte de Chapelaine, seigneur de Sommessous, Auximont et Vassimont avocat du roi au Châtelet, avocat général à la Cour des Aides de Paris en 1726, maître des requêtes ordinaire de l'hôtel du Roi en 1732, conseiller d'honneur à la Cour des Aides de Paris, intendant de Navarre et de Béarn en 1739 et d'Auch en 1740, puis intendant de Franche-Comté (1744-1750) et intendant d'Alsace en 1750 |
| février 1744 - 1er mars 1749      | Gaspard-Henri Caze de la Bove |
| juin 1749 - 31 juillet 1751       | Étienne-Jean-François-Marie d'Aligre de Boislandry (19 janvier 1717-3 septembre 1757) avocat du roi au Châtelet, le 17 février 1737, conseiller au parlement de Paris le 31 mai 1740, maître des requêtes le 19 janvier 1742, président du Grand Conseil le 5 mai 1745, intendant d'uch en janvier 1749 puis de Pau, ensuite intendant de Picardie (1751-1754), maître des requêtes honoraire |
| 10 mai 1751 - 24 août 1767        | Antoine Mégret d'Étigny ( 28 novembre 1719-24 août 1767) frère cadet de Jean-Nicolas Mégret de Sérilly En 1765, il soutient les remontrances du parlement de Navarre au roi. Il est disgracié en 1765 et reçoit l'ordre impératif de quitter Pau pour Paris sous 24 heures le 27 mai 1765. Le 8 juin 1765 le roi nomme deux commissaires départis extraordinaires pour le remplacé qui vont le remplacer à Auch et Pau jusqu'en février 1766 : - Guillaume-Joseph Dupleix de Bacquencourt à Auch, - Claude Henry Feydeau de Marville à Pau, Mégret d'Étigny passe son exil sur ses terres de Bourgogne. Il revient malade à Auch en octobre 1766 où il meurt |
| 9 janvier 1768 - 25 décembre 1775 | Étienne-Louis Journet (10 juillet 1716-29 décembre 1775) baron de Beauche, seigneur de Chevannes et Saint- Georges avocat au parlement, maître des requêtes. Disgracié, peut-être à la suite d'une maladie épizootique dont il n'avait pas su arrêter la propagation |
| 28 janvier 1776 - 21 octobre 1782 | Gabriel Isaac Douet de La Boullaye Il est Intendant général des mines, minières et substances terrestres de 1782 jusqu'au 20 avril 1787 |
| 24 juin 1782 - février 1784       | Charles-Bonaventure-François-Xavier Gravier de Vergennes (1751- 24 juillet 1794) marquis de Vergennes, neveu de Charles Gravier de Vergennes Il est guillotiné le 6 thermidor an II (24 juillet 1794) |
| 9 janvier 1784 - 26 mai 1786      | Pierre-Charles Fournier de La Chapelle (Paroisse Sainte-Anne de Limonade, Saint-Domingue, 8 novembre 1744-Paris, 16 juillet 1794), Marquis de La Chapelle, fils de Charles Fournier de la Chapelle, seigneur de Laval, de Roisette, d'Argilliers, commissaire de la Maison du roi en 1790, maître des requêtes en 1771. Membre du conseil privé du Roi en 1767 et commissaire de sa Maison, maître des Requêtes. Marié le 25 novembre 1778 avec Alix-Élisabeth-Louise-Rose-Gabrielle de Cheylus (1757-1800), nièce de Joseph-Dominique de Cheylus, évêque de Bayeux, dont il a eu deux filles, en 1787 et 1789. Très endetté, il a quitté le domicile conjugal en 1789. Il est réputé être parti à Saint-Domingue le 29 juin 1791 pour remettre de l'ordre dans ses affaires et où il possède une sucrerie à Limonade. Un fils, Louis-Aymé, est né le 27 septembre 1791, mais qui est déclaré sur son acte de baptême fils de Louis François de Perrochel, un ami de son mari et vivant avec son épouse. Il est supposé mort à Saint-Domingue au cours de la révolte des esclaves, en 1792. Robespierre fait surveiller la «femme La Chapelle » ou la « veuve Fournier », maîtresse de Louis François de Perrochel, ami de son mari qui est supposé mort à Saint-Domingue, dont les espions lui ont appris qu'il est en France en 1793. Il est réputé avoir participé à la journée du 10 août 1792 pour la défense de la famille royale. Il est guillotiné place de la Bastille le 16 juillet 1794. Alix Élisabeth de Cheylus a divorcé de son mari le 11 brumaire an 3 (1er novembre 1794) et s'est remariée le 1er janvier 1795 avec Louis François de Perrochel. |
| 1786 - 6 octobre 1790             | Claude-François Bertrand de Boucheporn (4 novembre 1741- 20 février 1794) avocat au parlement de Metz en 1761 et avocat général en 1768, conseiller d'honneur au parlement de Metz, maître des requêtes en 1772,intendant de l'île de Corse (9 avril 1775 - 1785), puis intendant à Pau et Bayonne (4 mai 1785-1787). Condamné à mort comme «aristocrate et ennemi de la chose publique, [qui] avait entretenu des intelligences et des correspondances coupables avec les émigrés et d’autres ennemis de la patrie», par le Tribunal criminel révolutionnaire de Toulouse, il est guillotiné le 2 ventôse an II (20 février 1794), à Toulouse |